# 留姓
留姓是中国姓氏之一。
留姓分布在内蒙古自治区、福建省、湖南省、辽宁省、吉林省、黑龙江省、北京市、天津市等地。

## 起源
以下几个起源
- 尹祁姓，相传古帝尧之子丹朱庶兄被赐封于留邑(今江苏沛县)，以封邑名称为姓氏。
- 姬姓，周王朝的王畿之留，在春秋时期属于郑国之留邑(今河南偃师)，以居邑名称为氏[2]。
- 源于满族，出自宋、元时期蒙古族留佳氏部落，属于以部落名称汉化为氏。